# کوبالتیت لانتان
کوبالتیت لانتان، یک سنگ معدنی با فرمول شیمیایی LaCoO3 است. کوبالتیت لانتان به صورت جامد وبا ساختار رومبوهدرال در دمای اتاق می باشد. این سنگ معدنی در دمای اتاق (۲۵درجه سانتی گراد) دارای خواص فروالاستیک می باشد. همچنین در دمای حدود ۹۰۰درجه سانتی گراد شاهد یک استحاله فازی از رومبوهدرال به دستگاه بلوری مکعبی خواهیم بود.
کوبالتیت لانتان معمولاً با ترکیب شیمیایی LaCoO3 شناخته می شود، اما در بعضی از موارد با تغییر استوکیومتری اکسیژن می توان به ترکیب های متفاوتی با فرمول شیمیاییLa1-xA'xCo1-yB'yO3±δ دست یافت. درنتیجه ما دارای انواعی از پروسکایت ها خواهیم بود. به‌طور مثال یکی از این ماده های معدنی رایج، لانتانیوم استرانسیم کبالت فریتی که به صورت LSCF(Lanthanum Strontium Cobalt Ferrite) می باشد.
| ترکیب شیمیایی | LaCoO3        |
| جرم مولی      | 245.836gr/mol |

## فرایند سنتز
در ابتدا لانتانیوم نیترات با فرمول شیمیایی La(No3)3را با نسبت مولی ۱:۱ با کبالت (II) نیترات با ترکیب شیمیایی Co(No3)2مخلوط می کنیم.سپس پودر مخلوط شده را در آب دی یونیزه شده ریخته تا تشکیل محلول جامد بدهد.در مرحله بعد باگاس (یک نوع سوخت)با مقدار ۱۰_۴۰درصد وزنی را به محلول اضافه می کنیم ودر نهایت یک اکسوژل به دست می آید.
در مرحله بعد این اکسوژل را در دمای ۸۰_۱۰۰ درجه سانتی گراد به مدت زمان بین ۱۲_۲۴ ساعت درون خشک کن قرار داده تا فرایند خشک کردن انجام گیرد.در حین فرایند خشک کردن باگاس مصرفی مشتعل شده و در نهایت بعد از تجزیه در کوره شاهد یک ترکیب اکسیدی کوبالتیت لانتانیوم خواهیم بود.
پودر سیاه رنگ به دست آمده را با استفاده از الکی با مش ۶۰-۱۰۰ الک می کنیم.همچنین برای اشتعال پودر می توان به جای استفاده از باگاس از کوره الکتریکی استفاده کرد.

## مزیت های این روش
فرایند آسان،کم هزینه وباعث ایجاد پودری با ساختار نانومواد می گردد.

## کاربردها
در صفحات خورشیدی،پوشش های سطوح،محیط زیست به صورت تجدیدپذیر،سلول های سوختی و در نهایت محصولی با ترکیب پیچیده می گردد.